# Dave Thompson (attore)
Dave Thompson (Bristol, 30 giugno 1959) è un attore britannico.
È stato fra i protagonisti della serie televisiva Teletubbies dove ha ricoperto il ruolo di Tinky Winky, il teletubby di colore viola.

## Biografia
Attore di stand-up comedy, assurse a caso di cronaca nel luglio 1997 dopo essere stato rimosso dal ruolo di Tinky Winky nella serie televisiva per bambini Teletubbies, per alcune puntate. La BBC scrisse in una lettera indirizzata a Thompson che la sua "interpretazione del ruolo era inappropriata". Ciò era la conseguenza del fatto che Thompson aveva poco prima dichiarato che il personaggio da lui interpretato fosse omosessuale.
Tinky Winky venne coinvolto in questa controversia nel 1999 per il fatto che portava al braccio una borsetta rossa di foggia simile a quella di una donna. Si interessò del fatto il critico Jerry Falwell nel 1999, il quale scrisse che si trattava di un "ruolo gay". Falwell lo attaccò sul National Liberty Journal, citando la rubrica In/Out del The Washington Post, che diceva che l'attrice Ellen DeGeneres era "out" (dichiarata), mentre Tinky Winky era "in" (non dichiarato). Egli mise in guardia i genitori dicendo che Tinky Winky poteva essere un simbolo omosessuale nascosto poiché "è viola, il colore del gay pride, e la sua antenna è a forma di triangolo, simbolo del gay pride".
La BBC, che co-produceva il programma, rispose in via ufficiale "Tinky Winky è semplicemente un dolce, bambino tecnologico con una magica borsetta". Ken Viselman della Itsy-Bitsy Entertainment, che distribuiva il programma negli USA, commentò "Non è gay. Egli è soltanto un personaggio di una serie per bambini". Nel maggio 2007 il Polish Ombudsman for Children Ewa Sowińska riesaminò la questione, e ordinò un'inchiesta. Ella disse nell'edizione del 28 maggio 2007 di Wprost che la borsetta di Tinky Winky poteva promuovere l'omosessualità.
Dopo questi episodi Thompson recitò nel film del 2000 di Ben Elton Maybe Baby nel ruolo di Dave the Comedian/Mrs. Furblob. Recitò anche nel tour di Harry Hill, Hooves nel ruolo secondario di Horse.